# Tchórzew-Kolonia
Tchórzew-Kolonia (prononciation [ˈtxuʐɛf kɔˈlɔɲa]) est un village de la gmina de Borki du powiat de Radzyń Podlaski dans la voïvodie de Lublin, situé dans l'est de la Pologne.
Il se situe à environ 6 kilomètres au sud de Borki (siège de la gmina), 15 kilomètres au sud-ouest de Radzyń Podlaski (siège du powiat) et 47 kilomètres au nord de Lublin (capitale de la voïvodie).
Le village comptait approximativement une population de 512 habitants en 2014.

## Histoire
De 1975 à 1998, le village est attaché administrativement à l'ancienne voïvodie de Lublin.

Depuis 1999, il fait partie de la nouvelle voïvodie de Lublin.